# Piperalin
Piperalin ist eine chemische Verbindung aus der Gruppe der Piperidine.

## Gewinnung und Darstellung
Piperalin kann ausgehend von 3,4-Dichlorbenzoesäure gewonnen werden.

## Eigenschaften
Piperalin ist eine gelbliche Flüssigkeit, die praktisch unlöslich in Wasser ist. Die Verbindung hydrolysiert bei einem pH-Wert von 9 sehr schnell.

## Verwendung
Piperalin wird als Fungizid verwendet. Es wurde 1964 in den USA erstmals zugelassen.

## Zulassung
In den Staaten der EU und in der Schweiz sind keine Pflanzenschutzmittel mit diesem Wirkstoff zugelassen.